# بیماری‌هراسی
بیماری‌هراسی یا اختلال اضطراب بیماری (به انگلیسی: Nosophobia یا disease phobia یا illness anxiety disorder)؛ ترس غیرمنطقی از ابتلا به بیماری، نوعی از هراس ویژه است. ترس‌های اولیه از این نوع عبارتند از: ترس از ابتلا به HIV, سل (توبرکلوز) ریوی، بیماری‌های آمیزشی، سرطان، بیماری‌های قلبی و سرماخوردگی یا آنفلوانزا است.
برخی از نویسندگان اظهار داشته‌اند که علائم دیده شده در سندروم دانشجویان پزشکی باید به جای «خودبیمارانگاری» به عنوان «بیماری‌هراسی» شناخته شوند، زیرا مطالعات نقل‌شده درصد بسیار کمی از شخصیت خودبیمارانگار را نشان می‌دهد.
کلمه nosophobia از واژه یونانی νόσος nosos به معنای «بیماری» و φόβος، فوبوس، «هراس» گرفته شده‌است.